# Xã Burton, Quận Yellow Medicine, Minnesota
Xã Burton (tiếng Anh: Burton Township) là một xã thuộc quận Yellow Medicine, tiểu bang Minnesota, Hoa Kỳ. Năm 2010, dân số của xã này là 148 người.